# Phanias flavostriatus
Phanias flavostriatus là một loài nhện trong họ Salticidae.
Loài này thuộc chi Phanias. Phanias flavostriatus được Frederick Octavius Pickard-Cambridge miêu tả năm 1901.